# Massacre de Awa'uq

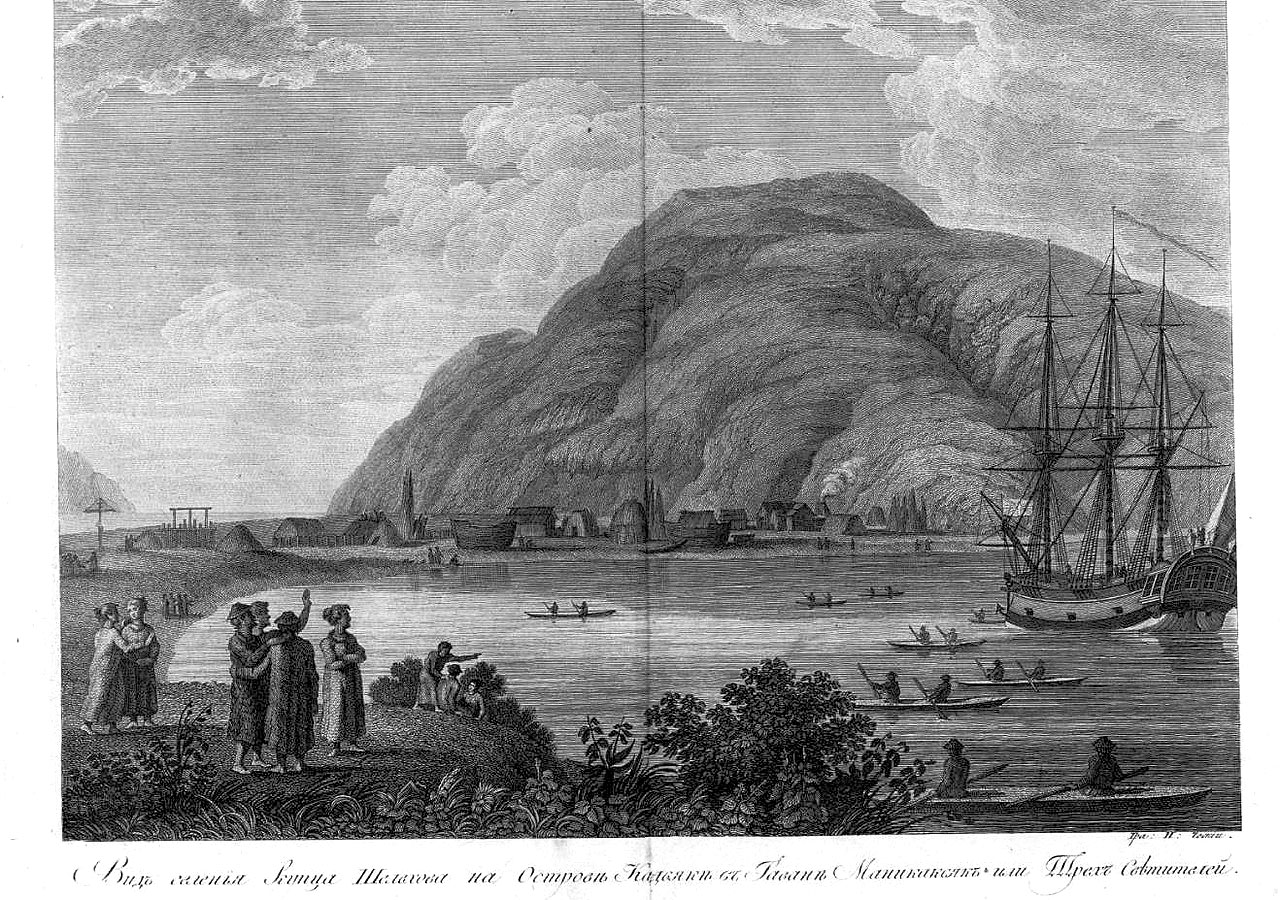
Uma povoação fundada por Grigory Shelikhov na ilha Kodiak.

Massacre de Awa'uq, massacre de Refuge Rock, ou massacre de Wounded Knee de Alasca foi um massacre perpetrado pelo comerciante de peles russo Grigory Shelikhov, ajudado por homens armados da Companhia Shelikhov-Golikov, contra um grupo de índios alutiiq a 14 de agosto de 1784 durante a era do domínio russo do Alasca. O ataque aconteceu na ilha Sitkalidak, perto de Old Harbor em Refuge Rock (Awa'uq, em alutiiq), ao sul da ilha Kodiak, do arquipélago Kodiak.
Em 1784, Grigory Shelikhov, chegou ao Three Saints Bay (perto da atual Old Harbor) em a ilha Kodiak, com dois barcos. Os indígenas koniaga da ilha Kodiak (Qik’rtarmiut Sugpiat), uma nação de alutiiqes nativos do Alasca, assediado a expedição de Shelikhov, que respondeu matando centenas de pessoas e fazendo reféns para subjugar os outros. (Shelikhov disse ter feito mais de 1000 prisioneiros, mantendo cerca de 400 reféns.) Este massacre permitido dominar as ilhas do arquipélago. Tendo estabelecido a sua autoridade em a ilha de Kodiak, Shelikhov fundado o segundo assentamento permanente russo no Alasca (após Unalaska) na ilha, na baía de Três Santos.
De acordo com outras fontes, os russos promyshlenniki (caçadores ou comerciantes de peles russos) respondeu por matar 500 homens, mulheres e crianças em Refuge Rock, embora algum aumento do número de 2000, ou a partir de 2 500-3 000 mortes.